# Grand Prix automobile du Chili
Le Grand Prix automobile du Chili (Gran Premio del Presidente Arturo Alessandri Palma) est un Grand Prix de Formule Libre disputé le 17 décembre 1950 à Santiago. La course est remportée par Juan Manuel Fangio.

## Classement de la course
| Pos. | Pilote                | Voiture       | Tours | Temps/Abandon     | Grille |
| ---- | --------------------- | ------------- | ----- | ----------------- | ------ |
| 1    | Juan Manuel Fangio    | Ferrari       | 60    | 1 h 14 min 58 s 2 | 1      |
| 2    | José Froilán González | Ferrari       | 60    | + 0 s 6           | 3      |
| 3    | Eitel Cantoni         | Maserati      | 58    | + 2 tours         | -      |
| 4    | Bartolomé Ortiz       | Simca-Gordini | 56    | + 4 tours         | -      |
| 5    | Pascual Puopolo       | Maserati      | 55    | + 5 tours         | -      |
| 6    | Onofre Marimón        | Maserati      | 55    | + 5 tours         | -      |
| Abd. | Louis Rosier          | Maserati      | 6     |                   | -      |
| Abd. | Suarez                | Maserati      |       |                   | -      |
| Abd. | Alfredo Piàn          | Maserati      |       |                   | 2      |
| Abd. | Carlos Menditéguy     | Maserati      |       |                   | -      |
| Abd. | Ismael González       | Maserati      |       |                   | -      |
| Abd. | Ismael López          | Simca-Gordini |       |                   | -      |
| Abd. | Alberto Crespo        | Plymouth      | 44    |                   | -      |
| Abd. | Jose López            | Chevrolet     |       |                   | -      |